# Mendoza Chico
Mendoza Chico ist eine Ortschaft in Uruguay.

## Geographie
Mendoza Chico befindet sich auf dem Gebiet des Departamento Florida in dessen Sektor 5. Der Ort liegt eingebettet zwischen Cuchilla de Santa Lucía im Westen und Cuchilla Mendoza im Osten im südwestlichen Teil des Departamentos. Nächstgelegene Ansiedlung ist im Süden Mendoza, während in nordwestlicher Richtung 25 de Mayo, im Westsüdwesten Cardal und im Südwesten Independencia gelegen sind. Arroyo de Mendoza und dessen nördlich des Ortes entspringender Nebenfluss Arroyo Pelado fassen das den Ort umgebende Gebiet östlich bzw. westlich ein.

## Infrastruktur
Durch den Ort führt die Ruta 5, auf die hier die Ruta 76 trifft.

## Einwohner
Die Einwohnerzahl Mendoza Chicos beträgt 810 (Stand: 2011), davon 404 männliche und 406 weibliche.
| Jahr | Einwohner |
| ---- | --------- |
| 1963 | 232       |
| 1975 | 446       |
| 1985 | 399       |
| 1996 | 574       |
| 2004 | 776       |
| 2011 | 810       |

Quelle: Instituto Nacional de Estadística de Uruguay

## Söhne und Töchter des Ortes
- Marcos Labandeira (* 1995), Fußballspieler